# 4744 Rovereto
4744 Rovereto eller 1988 RF5 är en asteroid i huvudbältet som upptäcktes den 2 september 1988 av den belgiske astronomen Henri Debehogne vid La Silla-observatoriet. Den är uppkallad efter den italienska staden Rovereto.
Asteroiden har en diameter på ungefär 19 kilometer.